# Telefonate al buio
Telefonate al buio è stato un programma televisivo italiano condotto da Mara Venier e andato in onda su Rai 1 nella fascia dell'access prime time nell'estate del 2003. La regia dello show era curata da Gianni Boncompagni.

## La trasmissione
La trasmissione era ispirata ad un gioco presente nell'edizione 2002/2003 di Domenica in condotta proprio da Mara Venier; i concorrenti del quiz venivano chiamati in diretta dalla conduttrice in maniera totalmente casuale, componendo un numero tratto dagli elenchi telefonici. Il concorrente, colto assolutamente alla sprovvista, doveva rispondere a tre domande poste a bruciapelo dalla Venier per poter vincere il montepremi in palio di 145.000 euro. A suscitare l'attenzione del pubblico da casa, oltre al semplice gioco, era anche l'imprevedibilità di ciò che sarebbe potuto succedere nel momento in cui l'ignaro concorrente scopriva di essere in onda durante un gioco televisivo.
La sigla della canzone era un adattamento di Mary Jolie di Raffaella Carrà, con un testo dedicato a Mara Venier.

### Accoglienza
La trasmissione è andata in onda dal 9 giugno al 29 agosto 2003, per tutta l'estate, in diretta concorrenza con la prima edizione del varietà di Canale 5 Velone. La trasmissione ottenne un discreto successo di pubblico, totalizzando il 15% di share di media, e un'ottima accoglienza da parte della critica televisiva.